# День Перемоги (Естонія)
День Перемоги (ест. Võidupüha)  — національне свято Естонської Республіки. Відзначається щороку 23 червня з 1934 року. Свято присвячене перемозі Естонії в Венденській битві над Балтійським ландесвером 23 червня 1919 року і є також днем пам'яті перемоги і боротьби всіх естонців.
Щороку в цей день відбувається військовий парад в присутності президента Естонської Республіки, а також урочисте підняття державного прапора. Крім того, святкування Дня Перемоги нерозривно пов'язано зі святкуванням Яаніпяєва (день середини літа) й дня Святого Іоана 24 червня.

## Історія
Після перемоги в Венденській битві 23 червня 1919 року, попри те, що до остаточного завершення війни за незалежність було ще далеко генерал-майор естонської армії Ернест Пиддер наказав, щоб у звільнених містах і районах були вивішені прапори Естонії, а військові гарнізони провели урочисті паради.
16 лютого 1934 року парламент Рійгікогу прийняв постанову про оголошення 23 червня національним святом, для увічнення перемоги й героїзму естонських та латвійських добровольців, а також для вшанування їх пам'яті. Вперше свято було проведено в тому ж році, і відзначалося до самої радянської окупації Естонії і його заборони в 1940 році. За часів нацистської окупації свято залишалося забороненим.

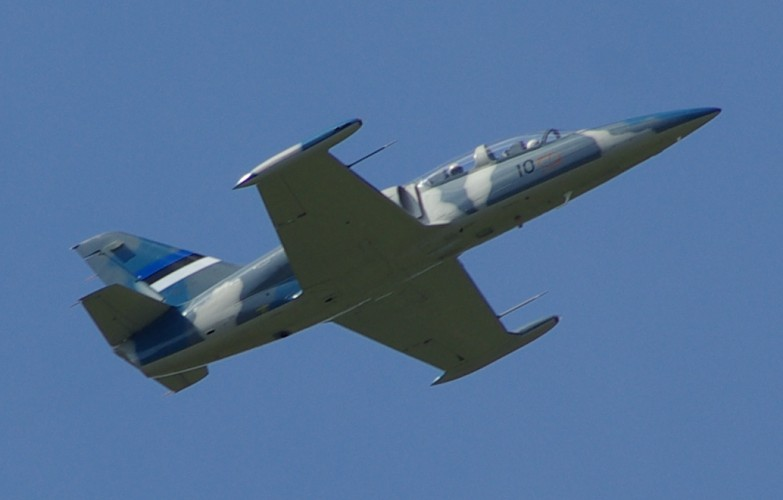
Л-39 «Альбатрос» під час параду на честь дня перемоги

Після відновлення незалежності Естонії в 1991 році свято було відроджено разом з традицією його відзначати.
У День Перемоги 1992 року в саду замку Кадріорг відбулися урочисті збори військовослужбовців збройних сил Естонської Республіки в рамках 75-ї річниці існування республіки й святкування Дня Перемоги.

## Традиції

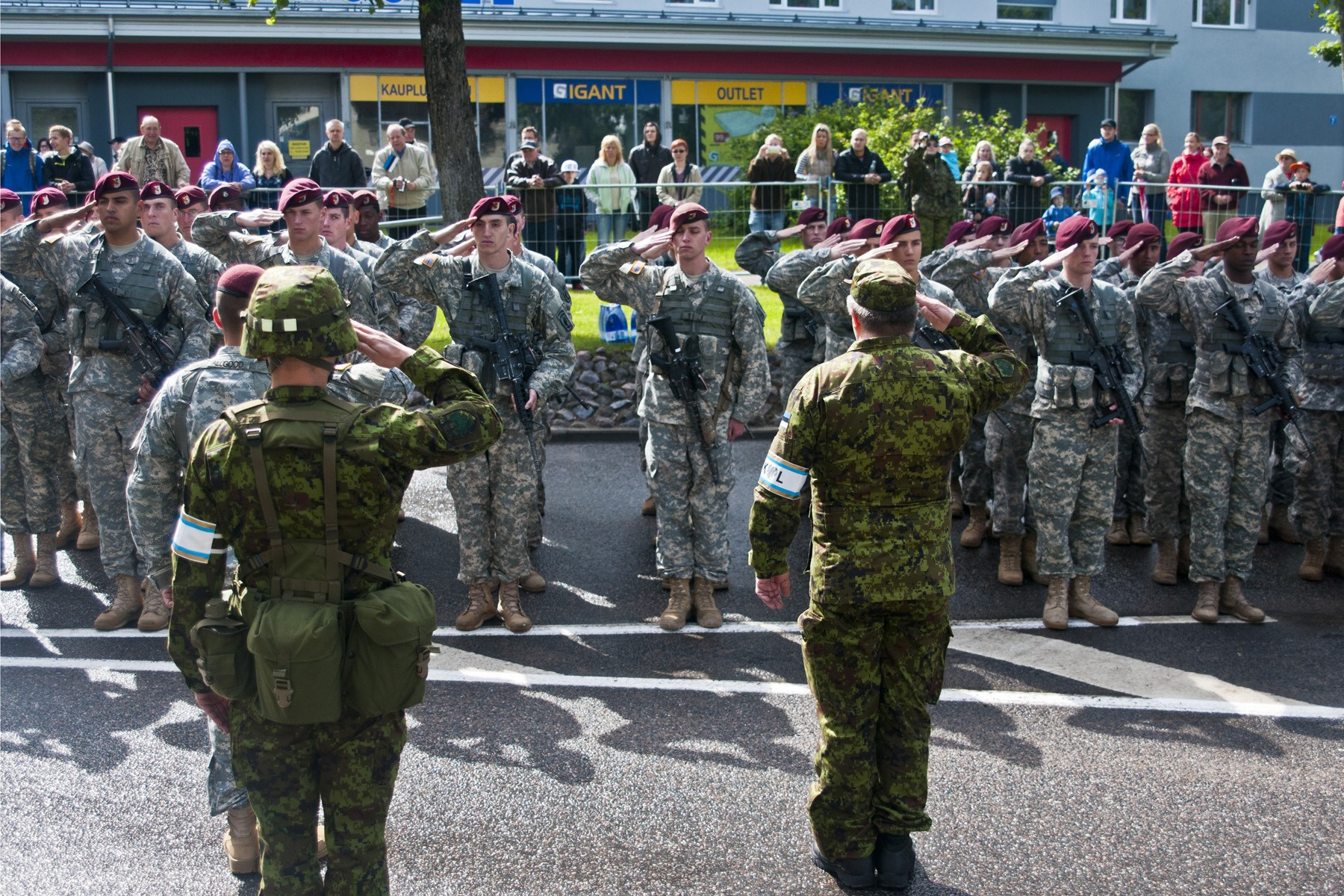
Американські десантники зі 173-ї повітряно-десантної бригади на параді на честь Дня Перемоги

Святкування дня перемоги організовується союзом оборони  і збройними силами Естонії з 2000 року. За традицією в цей день кожен рік в різних містах Естонії відбувається парад збройних сил під керівництвом президента Естонії, а також урочисте підняття державного прапора. Крім того, існує традиція урочистого запалення церемоніального вогню президентом Естонії вранці в День Перемоги 23 червня. Від цього вогню полум'я незалежності поширюється по всій країні запалюючи безліч інших багать в інших містах.
Згідно з естонськими законами протягом двох днів святкування дня перемоги на урядових будівлях повинні були підняті всі національні символи Естонської Республіки.
Святкування дня перемоги завжди здійснюється разом зі святкуванням Яаніпяєва (день середини літа) й дня Святого Іоана 24 червня.